# زوجة فينحاس
زوجة فينخاس هي شخصية لم يذكر اسمها في الكتاب المقدس العبري، تغطي قصتها بضع أعداد فقط في نهاية سفر صموئيل الأول الإصحاح 4، حيث يتم تقديمها وزوجة فينحاس، وعندما كان على وشك أن تلد؛ سمعت خبر استيلاء الفلستيين على تابوت الله، ومقتل زوجها في المعركة. فتموت أثناء الولادة وتنادي ابنها «إيخابود» قائلة: «زَالَ الْمَجْدُ مِنْ إِسْرَائِيلَ لأَنَّ تَابُوتَ اللهِ قَدْ أُخِذَ».
تشير سوزان بيغوت إلى أن هذه المرأة (بدلاً من عالي أو صموئيل) هي التي «تعرب عن الفزع الذي تشعر به إسرائيل بالكامل» عند فقدان التابوت. بينما قال روبرت ألتر أن فقدان التابوت أثر عليها أكثر من موت زوجها. بينما يرى أخرون أن الحدث الأثقل من وجهة نظر هذه المرأة هو وفاة زوجها، لكن محرر السفر سعى إلى إظهار المرأة على أنها تهتم بالتابوت أكثر من اهتمامها بمصيرها.